# فرانز جوسيف باش
فرانز جوسيف باش هو صحفي وسياسي ألماني، ولد في 4 فبراير 1917 في نويس في ألمانيا، وتوفي في 3 أغسطس 2001 في آخن في ألمانيا. نشط حزبياً في الاتحاد الديمقراطي المسيحي. وقد انتخب سفير ألمانيا لدى إيران ‏ (1964 – 1968) وانتخب عضو في البوندستاغ الألماني خلال فترته النيابية ‏ (20 أكتوبر 1969 – 22 سبتمبر 1972).

## وصلات خارجية
- فرانز جوسيف باش على موقع مونزينجر (الألمانية)